# 아르헨티나 국회 궁전

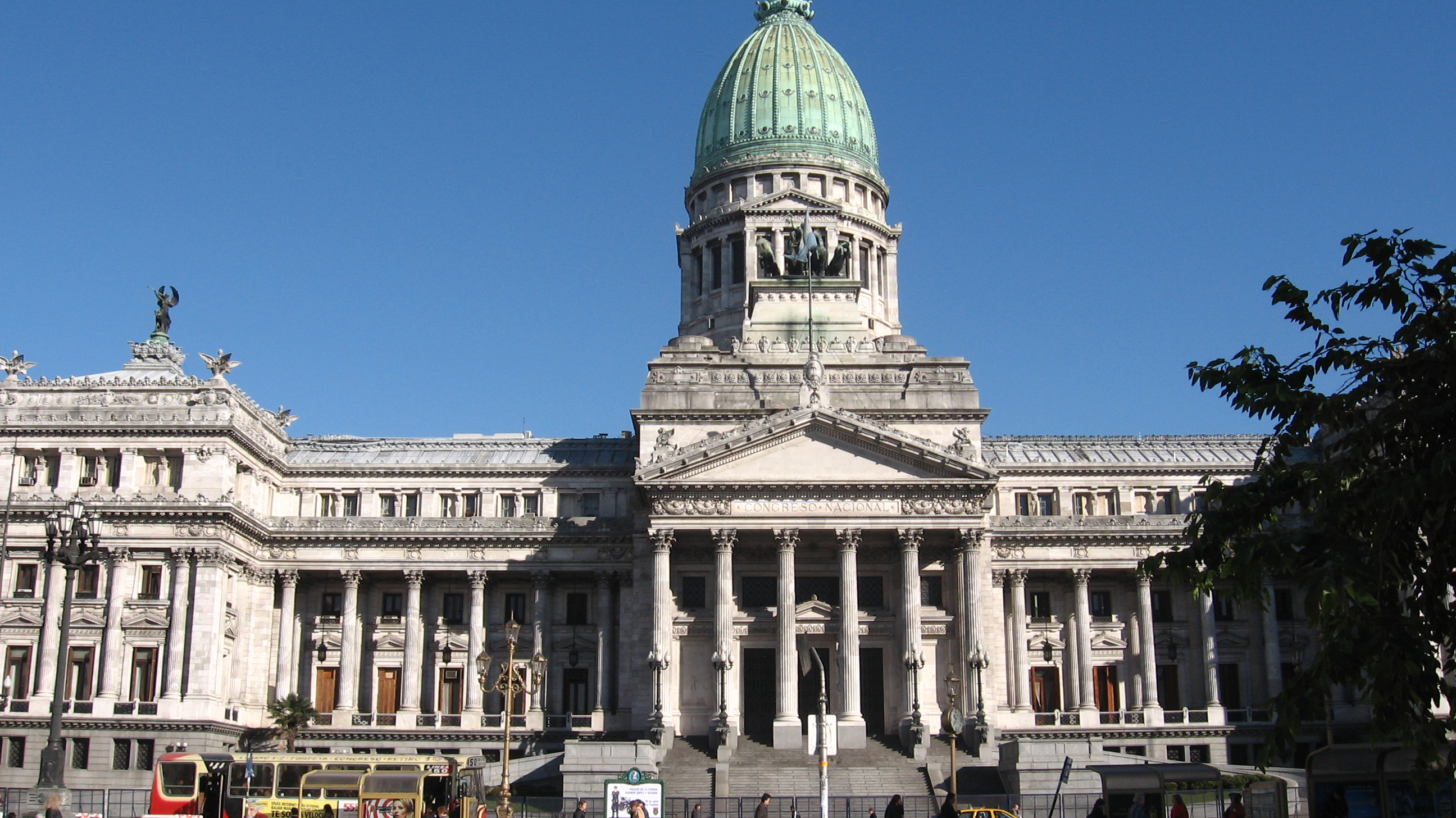
아르헨티나 국회 궁전

아르헨티나 국회 궁전(스페인어: Palacio del Congreso de la Nación Argentina)는 아르헨티나 부에노스아이레스에 위치한 궁전이다. 아르헨티나 의회의 의사당으로 사용되고 있다.

## 같이 보기
- 카사 로사다